# Ligidium turcicorum
Ligidium turcicorum är en kräftdjursart som beskrevs av Karl Wilhelm Verhoeff1949. Ligidium turcicorum ingår i släktet Ligidium och familjen gisselgråsuggor. Inga underarter finns listade i Catalogue of Life.